# Conus mustelinus
Conus mustelinus is een slakkensoort uit de familie Conidae.

## Voorkomen en verspreiding
Conus mustelinus is een carnivoor die leeft in ondiep warm water op zandgronden, rotsbodems en op koraalriffen (sublitoraal). Deze soort komt voor vanaf de Maldiven en Sri Lanka tot Japan en de Fiji eilanden (Indopacifische provincie). De schelp kan tot 110 mm lang worden.